# ナツメグ (ゲーム)
『ナツメグ』は、コットンソフトより2007年2月2日に発売された18禁アドベンチャーゲーム。サブタイトルは「★PRECIOUS LAST SUMMER PARTY★」。発売日には予約が大好評につき一般販売分がなくなる店舗が続出した。2007年1月13日からオフィシャルホームページ上にて体験版が公開されている。
初回版には「コットン100%CD」、そしてソフマップの予約特典にサウンドトラックを、メッセサンオーの予約特典にドラマCDを付録した。
2007年2月23日に通常版が発売され、パッケージ表面のイラストが変化している（両方とも東雲由佳子と野島ほとりが描かれているのは同じだが、限定版は由佳子が大きく描かれ、通常版ではほとりの方が大きく描かれている）。
2013年6月7日には萌えAPPより全年齢対象のAndroid/iOS版が配信されたほか、2015年7月30日にテイジイエル企画→エンターグラムよりPlayStation Vita版が発売された。

## ストーリー
渡部敦志は受験を来年に控えていた。
彼の通う葉成川（はせがわ）学園が生徒数減少の為2学期から他の学校との統合が決まったこと、友人の由佳子が転校することになったことなど色々な意味で最後の夏休みとなっていた。
昔、自分が転校してきた時に色々と気を遣ってくれた彼女にいつか恩返したいと思っていた敦志は、転校が決まり寂しげな様子を見せる彼女を見て決意する。
そして、最後の夏の楽しい思い出作りを目的とした夏限定の部活を友人達とともに立ち上げるのだった…。

## 登場人物
渡部 敦志（わたべ あつし）
声：なし
本作の主人公。田舎に暮らしていたが両親の仕事の都合で都会に引っ越してきた。昔から孤立しがちであったが由佳子のおかげで周囲と馴染む事が出来た事から、彼女にいつか恩返ししようと思っている。
東雲 由佳子（しののめ ゆかこ）
声：夏野こおり
敦志の中学時代からの友人で密かに彼に想いを寄せている。敦志の隣のマンションに住んでいる。成績優秀で委員長を務めるほか、家事も得意。オクラが苦手。
野島 ほとり（のじま ほとり）
声：佐本二厘
敦志達の後輩で料理以外の家事が得意。引っ込み思案なところもあるが実は天然。掃除のこととなると人が変わる。旧ねこねこソフトの特徴である「ぽんこつキャラ」を引き継いでいる。
乾 実梨（いぬい みり）
声：青山ゆかり
由佳子の親友で敦志とはケンカ友達。明るく外交的な性格で地元では有名な料理店（お好み焼き屋）が実家。太ももが太いのを気にしているらしく、冗談でも指摘されると非常に怒る。
小早川 円（こばやかわ まどか）
声：まきいづみ
学園の生徒会長を務める才色兼備な敦志の幼馴染兼先輩。スキンシップ好きで、敦志やセリスを抱いては何度も窒息の危機に見舞わせている（ただし茂雄には絶対にやらない）。根回しが非常に上手く、部活では通常出来ないようなイベントを幾度となく実現させる。敦志には「まぁちゃん」と呼ばれ、敦志を「あっちゃん」と呼ぶ。
セリス・アルフォード (Celes Alford)
声：韮井叶
学園の理事長が父親で、イギリス人とのハーフ。負けず嫌いな性格で普段はクールぶっているが何かあるとすぐにムキになる。学園には夏に転入してきた。くだらない駄洒落に弱い。納豆が大の苦手。昼食に重箱弁当を持って来ても、箸が使えないのでナイフとフォークで食べるという違った意味で器用な子。性格がかぶる実梨とよくケンカする。
松崎 茂雄（まつざき しげお）
声：おおくぼけんたろう
敦志の悪友。スケベで言動行動はどうしようもないが、勉学はよく出来る方で理系科目を得意としている。実はAVマニアで、エロにつながる発言が出た後は敦志や実梨に張り倒されるのがお約束になっている。ナツメグの姉妹作品である「ナギサの」にもナンパ男として出演している。
磯野 まゆか（いその まゆか）
声：韮井叶
敦志たちのクラスメイト。非攻略キャラでありながら無駄に活躍する。序盤ではシナリオナビゲーターとしても登場する。ストーリー上でよく敦志に突っ込まれるが、核家族である。
渡部美里（わたべ みさと）
声：まきいづみ
敦志の母親。広告代理店勤務で月に一度休みがあるかないかとは息子の弁。
桜井 春香（さくらい はるか）
声：佐本二厘
敦志たちのクラスの担任。見た目教育実習生の20代後半。独身。茂雄にちゃんづけで呼ばれている。
桑本 政重（くわもと まさしげ）
声：事務台車
敦志たちの通う学校の国語教師・学生指導部長。ルールを犯した学生に対し、『夢』や『希望』といったテーマでポエムを書かせて、それをクラスで朗読させるという罰をさせる。
山本（やまもと）
声：事務台車
セリスの執事。非常に能力が高いが、セリスのギャグセンスにだけは唯一ついていけない。
乾龍冶
声：胸肩腎
実梨の父親で、お好み焼き屋の店主。自称「難波生まれの江戸っ子」で、普段は『標準語+江戸っ子言葉』で話すが、怒ると関西弁が混じる。元革命家。
理事長
声：胸肩腎
セリスの父親で、葉成川学園の理事長。

## RESについて
本作には「RES」(Random Event System) と言うものがあり、多数のイベントが用意され、そのイベントがアトランダムに3枚のカードとして表示される（本作ではひと月に6回選択する）。そのイベント内の選択肢により各ヒロインの攻略ルートへと分岐される。
なお、初回プレイ時は由佳子ルートに入りやすいように設定されている。というのも、初回プレイは由佳子の好感度が他のキャラより高いためである（他のヒロインの親愛度を高める選択肢ばかり選べばそれ以外のヒロインを攻略することも可能ではある）。
類似するシステムに LassのFESTA!! -HYPER GIRLS POP-の「ストーリースティック」がある。(こちらは7つから選択する)

## スタッフ
- 原画：司ゆうき、ミヨルノユメギ
- シナリオ：木緒なち、やなちぃ、渡辺僚一
- 音楽：Elements Garden、まにょっ (Little Wing)、Barbarian on the groove、DreamingRabbit、なるちょ、SHIM、館内、Mogurer

## ボーカル曲
- 主題歌：『ナツメグ 〜Precious Last Summer〜』
  - 歌：YURIA
  - 作編曲：藤田淳平 (Elements Garden)
  - 作詞：コットンソフト
- 挿入歌：『LAST SUMMER』
  - 歌：YURIA
  - 作編曲：ms-jacky
  - 作詞：片岡せいやん
- エンディング：『巡夏』
  - 歌：KAKO
  - 作編曲：まにょっ (LittleWing)
  - 作詞：コットンソフト

初回版に付属の「コットン100%CD」にフルコーラス版が収録されている。

## 評価
本作は、 2007年度美少女ゲームアワードの純愛系作品賞にノミネートされた。